# Indigoskrika
Indigoskrika (Aphelocoma unicolor) är en fågel i familjen kråkfåglar inom ordningen tättingar. Den förekommer i bergsbelägna skogar i Centralamerika, från Mexiko till Honduras. Arten minskar i antal, men beståndet anses vara livskraftigt.

## Utseende
Indigoskrikan är en helt enfärgat djupblå kråkfågel. Den förväxlas lättast med södra former av granskrika, men denna har tydliga vita fläckar i anskiktet, mörkare fjäderdräkt med tvärband på vingarna samt en kort huvudtofs.

## Utbredning och systematik
Indigoskrika förekommer i Centralamerika. Den delas in i fem underarter med följande utbredning:
- Aphelocoma unicolor concolor – förekommer i bergen i sydöstra Mexiko (väst-centrala Veracruz, östra Mexiko och Puebla)
- Aphelocoma unicolor guerrerensis – förekommer i bergen i västra Mexiko (syd-centrala Guerrero)
- Aphelocoma unicolor oaxacae – förekommer i södra Mexiko (centrala höglandet Oaxaca)
- Aphelocoma unicolor unicolor – förekommer i bergen i sydöstra Mexico (Chiapas) och Guatemala
- Aphelocoma unicolor griscomi – förekommer i bergen i norra El Salvador och västra Honduras

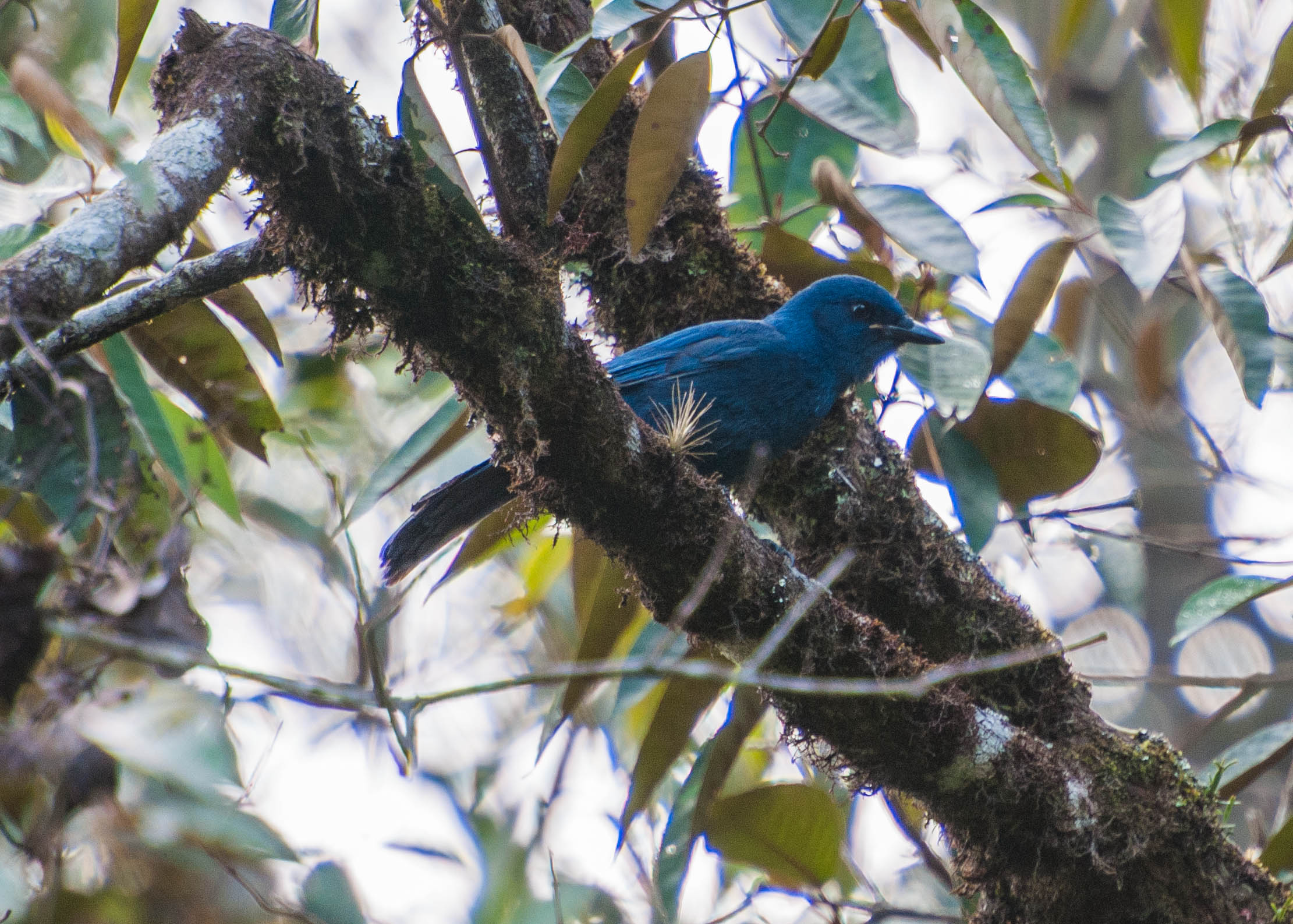

## Levnadssätt
Indigoskrikan hittas i bergsbelägna städsegröna skogar. Som andra skrikor ses den vanligen i smågrupper, ofta i artblandade flockar med trupialer, trädklättrare och andra skrikarter.

## Status och hot
Arten har ett stort utbredningsområde, men tros minska i antal, dock inte tillräckligt kraftigt för att den ska betraktas som hotad. Internationella naturvårdsunionen IUCN listar arten som livskraftig (LC). Beståndet uppskattas till i storleksordningen 50 000 till en halv miljon vuxna individer.